# ダンテズ・ピーク
『ダンテズ・ピーク』（Dante's Peak）は、1997年のアメリカ映画。火山災害をテーマとしたパニック映画。

## 概要
火山の脅威に立ち向かう人々の姿をSFX、VFX技術を駆使して描いたパニック映画。デジタル・ドメイン社の手掛けるリアルな溶岩や噴煙などが見所となっている。1980年に発生したアメリカのセント・ヘレンズ山の噴火を元にして作られた映画作品である。

## ストーリー
地質学者のハリー・ダルトン（ピアース・ブロスナン）は、コロンビアで火山活動の観測中に同僚で婚約者のマリアンを降ってきた火山弾によって失い、それ以来独り身を通していた。
それから4年経ったある日、ハリーは上司のポール・ドレイファス（チャールズ・ハラハン）から「ノーザン・カスケードのダンテズ・ピークで奇妙な記録が観測された」と連絡を受け、ダンテズ・ピークに乗り込む。
ダンテズ・ピークはマネー・ダイヤモンド誌から「人口 20,000人以下で全米で最も住みやすい街」第2位に選ばれ、町を挙げてのお祭り騒ぎの最中だった。町長のレイチェル・ワンダ（リンダ・ハミルトン）は、娘のローレン（ジェイミー・レネー・スミス）と共に式典会場に向かう。ダンテズ・ピークは某大手企業から支社建設の候補地として選ばれていたのだ。
その頃、街外れの山中の天然温泉に一組のバックパッカーカップルが浸かっていたが、突如湯の温度が急上昇し、2人は息絶えてしまう。
ハリーとレイチェルは、ローレンとその兄グレアム（ジェレミー・フォリー）を山中の一軒家に住む元義母・ルースに預けて火口湖の調査に向かおうとするが、結局3人も同行することになった。
火口湖に到着したハリーは、湖水の酸性度の数値が高いことと湖周辺の木々が枯れていることに不信感を抱いた。その後麓の温泉へ向かう途中、死亡してから数日は経った2匹のリスの死体を発見、さらに温泉で全裸で水に浮かぶ男女の遺体を発見した。温泉は沸騰しており、2人は全身に大火傷を負い絶命していた。ハリーはポールに調査を要請すると同時に、レイチェルには町の重役を集めて緊急会議を開くように進言した。
会議でハリーは緊急避難警告の発令を強く勧めるが、企業の重役は難色を示す。その後ハリーと同じ調査メンバーも到着し、本格的な調査が開始されたのだが、噴火が差し迫っていると断定できる程の明確な証拠は掴めなかった。
結局ハリー達は撤収する事になる。その前夜、レイチェルが蛇口を捻ると、蛇口から茶褐色に澱んだ液体が出てきた。街の給水所に向かうと、そこは硫黄の臭いに満たされていた。ハリーは慌ててポールを叩き起こし、蛇口から出てくる茶褐色の水を見せた。ダンテズ・ピークの異常な兆候を掴んだ調査チームは、州兵の出動を要請した。
翌日、保安官は街の住人に、高校の体育館で説明会を開くと告知し、レイチェルもハリーも町の人間も誰もが緊張した面持ちで説明会に参加した。レイチェルに促されてハリーが説明をしようとした矢先、大きな地震が町を襲い、慌てて外に出てダンテズ・ピークを見上げると山は頂上から噴煙を上げて噴火していた。
体育館に集まった住人たちはパニックとなり逃げ惑う。レイチェルとハリーは、ローレンとグレアムを助けにレイチェルの家に向かうが、子供たち2人はルースを助けようと車で山中に向かっていた。ハリーたちも後を追いかけ命からがらでルースの家に着き、5人は流れ出した溶岩からボートで湖上に逃れるが、ボートは強い酸性化した湖水によって溶け出し沈み始めた。
ルースの身を挺した働きでなんとか岸までたどり着くことができたものの、ルースは命を落としてしまう。悲しみを振り切り、残った4人は車でふもとの街まで降りてきたが、そこはすでに住人も州兵も退去した後で、廃墟のようになっていた。ハリーはNASAの発信機だけを車に積み街を脱出しようとするが、その時、山体が崩壊するほどの大爆発がおきる。同時に火砕流が発生し、森と建物を次々と飲み込みながら車で逃げるハリーたちへ迫ってきた。
間一髪で廃坑に車が突っ込み、奇跡的に助かるが、瓦礫に埋まり4人は廃坑に閉じ込められてしまった。ハリーは車に積んでいたNASAの発信機を動かそうとするが、瓦礫が崩れてきて車内で動きがとれなくなってしまう。しかしスイッチを入れることに成功したことで、調査メンバーが発見し無事に救い出される。

## 登場人物
ハリー・ドルトン
USGAの火山地質学者。コロンビアで火山活動の観測中に同僚で婚約者のマリアンを降ってきた火山弾によって失った過去を持つ。危ない状況での調査を仕事としているだけあり、体力はあり、行動力もある。
レイチェル・ワンド
町長。カフェの経営もしている。ハリーに対しては調査の結果で町が壊滅するかもしれないといわれたことで訝しむことがありながらも万が一のときにいてくれたら頼もしいというなど複雑な感情を抱いていた。様々な不都合から辛辣な態度をとってしまうこともあるが仕事場の人間に自らコーヒーを配るなど人間的に優れている。
ポール・ドレイファス
ハリーの上司。
マリアン
ハリーの恋人。事故により亡くなった。
グレアム・ワンド
レイチェルの子供。
ローレン・ワンド
レイチェルの子供。
ルース
レイチェルの夫の母。
テリー・ファーロング
ハリーの同僚。調査中に起きた地震により足を骨折する。
レス・ウォレル
町の有力者。行事の司会もこなす。
ジェリー
町営温泉にいた男。

## キャスト
| 役名                   | 俳優                       | 日本語吹替 | 日本語吹替   |
| 役名                   | 俳優                       | ソフト版   | テレビ朝日版 |
| ---------------------- | -------------------------- | ---------- | ------------ |
| ハリー・ドルトン       | ピアース・ブロスナン       | 神谷明     | 田中秀幸     |
| レイチェル・ワンド     | リンダ・ハミルトン         | 吉田理保子 | 小山茉美     |
| ポール・ドレイファス   | チャールズ・ハラハン       | 藤本譲     | 玄田哲章     |
| ローレン・ワンド       | ジェイミー・レネー・スミス | 木藤聡子   | かないみか   |
| グレアム・ワンド       | ジェレミー・フォリー       | 亀井芳子   | 津村まこと   |
| ルース                 | エリザベス・ホフマン       | 翠準子     | 久保田民絵   |
| グレッグ               | グラント・ヘスロヴ         | 伊藤栄次   | 檀臣幸       |
| テリー・ファーロング   | カーク・タルトナー         | 辻親八     | 辻親八       |
| ナンシー               | アラベラ・フィールド       | 丸山真奈実 | 斎藤恵理     |
| スタン                 | ツィ・マー                 | 稲葉実     | 田原アルノ   |
| ターナー保安官         | ビル・ボレンダー           | 青山穣     | 麦人         |
| レス・ウォレル         | ブライアン・レッディ       | 広瀬正志   | 緒方賢一     |
| ウォーレン・クラスター | ハンスフォード・ロウ       | 沢りつお   | 中博史       |
| ノーマン・ゲイツ       | ピーター・ジェイソン       | 大川透     | 大川透       |
| エリオット・ブレアー   | ティム・ホールドマン       | 大川透     | 水野龍司     |
| マリアン               | ウォーカー・ブラント       |            | 佐々木優子   |
| ジェリー               | デビッド・リッパー         | 高瀬右光   | 高木渉       |
| 町営温泉の女           | ヘザー・スティーブンス     |            |              |
| フランク（技術者）     | エド・ストーン             | 柳沢栄治   | 青山穣       |

- テレビ朝日版：初回放送2003年8月24日 21:00-22:54 『日曜洋画劇場』[6]

## スタッフ
- 監督：ロジャー・ドナルドソン
- 製作総指揮：イロナ・ハーツバーグ
- 製作：ゲイル・アン・ハード、ジョセフ・M・シンガー
- 脚本：レスリー・ボーエン
- テーマ音楽：ジェームズ・ニュートン・ハワード
- 音楽：ジョン・フリッゼル
- 撮影：アンジェイ・バートコウィアク
- 編集：コンラッド・バフ、ティナ・ハーシュ、ハワード・E・スミス
- 美術：デニス・ワシントン
- VFX：デジタル・ドメイン
- 配給：ユニバーサル・ピクチャーズ、UIP

### 日本語版スタッフ
- 日本語字幕翻訳：戸田奈津子
- 日本語吹替版演出：春日一伸（ソフト版）、伊達康将（テレビ朝日版）
- 日本語吹替版翻訳：たかしまちせこ（ソフト版）、平田勝茂（テレビ朝日版）
- 日本語吹替版制作：ビデオテック（ソフト版）、東北新社（テレビ朝日版）